# Radonja (rzeka)
Radonja – rzeka w Chorwacji, prawy dopływ Korany. Jej długość wynosi 25,5 km.
Powierzchnia dorzecza wynosi 222,1 km². Swe źródła ma na północnych zboczach Petrovej gory. Do Korany uchodzi 0,5 km na północny zachód od wsi Tušilović.